# Ángel Guillermo Hoyos
Ángel Guillermo Hoyos Marchisio (Córdoba, 9 giugno 1963) è un allenatore di calcio ed ex calciatore argentino, di ruolo centrocampista, tecnico del Talleres (C).

## Palmarès

### Giocatore

#### Competizioni internazionali
- Supercoppa Sudamericana: 1

Boca Juniors: 1989

### Allenatore

#### Competizioni nazionali
- Campionato boliviano: 1

Bolívar: Torneo Adecuación 2011